# New Market (Iowa)
New Market és una població dels Estats Units a l'estat d'Iowa. Segons el cens del 2000 tenia 456 habitants.

## Demografia
Segons el cens del 2000, New Market tenia 456 habitants, 205 habitatges, i 128 famílies. La densitat de població era de 400,1 habitants/km².
Dels 205 habitatges en un 25,9% hi vivien nens de menys de 18 anys, en un 49,8% hi vivien parelles casades, en un 8,3% dones solteres, i en un 37,1% no eren unitats familiars. En el 33,2% dels habitatges hi vivien persones soles el 19% de les quals corresponia a persones de 65 anys o més que vivien soles. El nombre mitjà de persones vivint en cada habitatge era de 2,22 i el nombre mitjà de persones que vivien en cada família era de 2,74.
Per edats la població es repartia de la següent manera: un 24,8% tenia menys de 18 anys, un 7,5% entre 18 i 24, un 26,3% entre 25 i 44, un 21,5% de 45 a 60 i un 20% 65 anys o més.
L'edat mediana era de 38 anys. Per cada 100 dones de 18 o més anys hi havia 88,5 homes.
La renda mediana per habitatge era de 31.771 $ i la renda mediana per família de 34.896 $. Els homes tenien una renda mediana de 31.250 $ mentre que les dones 25.227 $. La renda per capita de la població era de 15.381 $. Entorn del 15,7% de les famílies i el 14,2% de la població estaven per davall del llindar de pobresa.

## Poblacions més properes
El següent diagrama mostra les poblacions més properes.